# (6760) 1980 KM
(6760) 1980 KM là một vành đai tiểu hành tinh. Nó được phát hiện bởi Henri Debehogne ở Đài thiên văn La Silla ở Chile, ngày 22 tháng 5 năm 1980.